# محمد إقبال (لاعب كرة قدم)
محمد إقبال (بالإندونيسية: Muhammad Iqbal)‏ هو لاعب كرة قدم إندونيسي، ولد في 27 أكتوبر 2000. لعب مع نادي سيمين بادانغ.